# 1527 w literaturze
Wydarzenia literackie w 1527 roku.

## Nowe książki
- Hector Boece, Historia Gentis Scotorum

## Nowe poezje
- Pietro Aretino, Sonetti lussuriosi
- Marco Girolamo Vida, Scacchia ludus
- Marco Girolamo Vida, De arte poetica

## Urodzili się
- Łukasz Górnicki, polski pisarz

## Zmarli
- Andrea Fulvio, włoski poeta
- Niccolò Machiavelli, włoski filozof
- Šiško Menčetić, chorwacki poeta